# ایگ‌وه

ایگ‌وه(کره‌ای: 의궤; هانجا: 儀軌) نام عمومی است که به مجموعه وسیعی از تقریباً ۳۸۹۵ کتاب داده شده‌است که آیین‌ها و مراسم سلطنتی پادشاهی چوسان کره را با جزئیات ثبت کرده‌است. هیچ ترجمه انگلیسی از این مجموعه به‌طور کلی که مورد توافق قرار گرفته باشد وجود ندارد. برخی از محققان «کتاب آیین‌های حکومتی» را پیشنهاد می‌کنند، در حالی که واژه‌نامه مطالعات کره ای از بنیاد کره «راهنمای رویداد دولتی» یا «روبریکا برای مراسم دولتی» را پیشنهاد می‌کند. همچنین عبارت «پروتکل‌های سلطنتی» (از سلسله چوسون) به‌طور گسترده برای نامیدن این مجموعه استفاده می‌شود.
مجموعه ایگ‌وه، در سال ۲۰۰۷ در برنامه حافظه جهانی یونسکو ثبت.